# كيكو (لاعب كرة قدم برتغالي)
كيكو (20 يناير 1993 في البرتغال - ) هو لاعب كرة قدم برتغالي في مركز الظهير. شارك مع منتخب البرتغال تحت 19 سنة لكرة القدم ومنتخب البرتغال تحت 20 سنة لكرة القدم. أما مع النوادي، فقد لعب مع نادي فيتوريا سيتوبال وAcadémico de Viseu F.C. ‏.

## وصلات خارجية
- كيكو على موقع الاتحاد الدولي (مؤرشف)  (الإنجليزية)
- كيكو على موقع قاعدة بيانات كرة القدم.إي يو (الإنجليزية)
- كيكو على موقع Soccerway.com (الإنجليزية)
- كيكو على موقع AS.com (الإسبانية)